# Liste deutscher Animationsfilme
Dies ist eine Liste deutscher Animationsfilme, die sich dadurch auszeichnen, dass sie entweder gezeichnet, am Computer oder durch Stop-Motion entstanden sind. Filme, die nur zu Teilen aus Animationen bestehen, wie Werner – Beinhart! oder Lola rennt, werden nicht in dieser Liste aufgeführt.
Prost Neujahr 1910 zählt als erster deutscher Animationsfilm. Der erste abendfüllende Animationsfilm ist der Scherenschnittfilm Die Abenteuer des Prinzen Achmed von Lotte Reiniger aus dem Jahre 1926. 1937 entstand mit Die sieben Raben der erste abendfüllende Puppentrickfilm. Mit Tobias Knopp – Abenteuer eines Junggesellen wurde 1949 der erste abendfüllende Animationsfilm der Nachkriegszeit fertiggestellt. Mit einem Remake von Konferenz der Tiere wurde 2010 der erste deutsche stereoskopische 3D-Animationsfilm veröffentlicht. Mit 1917 - Der wahre Oktober wurde der erste abendfüllende deutsche animierte Dokumentarfilm hergestellt.
Bisher konnten zwei deutsche Produktionen, Balance und Quest, jeweils den Oscar als Bester Animierter Kurzfilm gewinnen.

## Filme nach Erscheinungsjahr

### 1900–1909
- 1909: Prosit Neujahr 1910

### 1910–1919
- 1919: Das Loch im Westen

### 1920–1929
- 1926: Die Abenteuer des Prinzen Achmed (erster abendfüllender Scherenschnittfilm)

### 1930–1939
- 1933: Zwei Farben
- 1936: Der blaue Punkt
- 1936: Kaufmann, nicht Händler
- 1936: Tischlein deck dich
- 1937: Die sieben Raben (erster abendfüllender Puppentrickfilm)
- 1937: Die Schlacht um Miggershausen
- 1939: Tanz der Farben
- 1939: Zwergenland in Not

### 1940–1949
- 1940: Die Historie der deutschen Puppe
- 1940: Der Störenfried
- 1940: Vom Bäumlein, das andere Blätter hat gewollt
- 1942: John Bull in Nöten
- 1943: Strich-Punkt-Ballett
- 1943: Verwitterte Melodie
- 1943: Armer Hansi
- 1944: Abenteuer des Freiherrn von Münchhausen – Eine Winterreise
- 1944: Das dumme Gänslein
- 1944: Der Schneemann
- 1944: Hochzeit im Korallenmeer
- 1944: Zirkus Humsti Bumsti
- 1945: Rotkäppchen und der Wolf
- 1946: Purzelbaum ins Leben
- 1949: Tobias Knopp – Abenteuer eines Junggesellen (erster abendfüllender Zeichentrickfilm)

### 1950–1959
- 1950: Immer wieder Glück (abendfüllender Puppentrickfilm)
- 1951: Spuk mit Max und Moritz (abendfüllender Puppentrickfilm)
- 1959: Gleich links hinterm Mond

### 1960–1969
- 1969: Die Konferenz der Tiere (abendfüllender Zeichentrickfilm)

### 1970–1979
- 1975: Der Mond

### 1980–1989
- 1980: Der Schneider von Ulm (Kurzfilm)
- 1982: Einmart
- 1982: Shalom Pharao
- 1988: In der Arche ist der Wurm drin
- 1989: Balance (Kurzfilm)

### 1990–1999
- 1990: Der kleine Prinz
- 1990: Peterchens Mondfahrt
- 1992: Das kleine Gespenst
- 1992: Der kleene Punker
- 1992: Die Abenteuer von Pico und Columbus
- 1992: Die Nibelungen Sage: Siegfried (Kurzfilm)
- 1992: Griechische Sagen: Perseus (Kurzfilm)
- 1993: Aladin
- 1993: Die schönsten Geschichten vom Osterhasen (Kurzfilm)
- 1993: Herzog Ernst
- 1994: Felidae
- 1994: Goldie: Abenteuer im Zauberwald (Kurzfilm)
- 1994: Hampie – Ein kleiner Wal entdeckt seine Welt (Kurzfilm)
- 1994: Neue Geschichten vom Osterhasen (Kurzfilm)
- 1995: Artige Katzen (Kurzfilm)
- 1995: Ein Fall für die Mäusepolizei (Kurzfilm)
- 1995: Es weihnachtet sehr... (Kurzfilm)
- 1995: Pocahontas
- 1996: Der Glöckner von Notre Dame
- 1996: Janis das Schweinchenbaby (Kurzfilm)
- 1996: Peter und der Wolf (Kurzfilm)
- 1996: Quest (Kurzfilm)
- 1996: Toys: Das Geburtstagsgeschenk (Kurzfilm)
- 1996: Wabuu der freche Waschbär (Kurzfilm)
- 1996: Werner – Das muß kesseln!!!
- 1997: Auf der Suche nach den Dalmatinern (Kurzfilm)
- 1997: Balto (Kurzfilm)
- 1997: Der gestiefelte Kater (Kurzfilm)
- 1997: Die Bremer Stadtmusikanten (Kurzfilm)
- 1997: Die furchtlosen Vier
- 1997: Kleines Arschloch
- 1998: Anastasia (Kurzfilm)
- 1998: Das Schwert von Camelot (Kurzfilm)
- 1998: Das unglaubliche Fußballspiel der Tiere (Kurzfilm)
- 1998: Ein Prinz für Ägypten (Kurzfilm)
- 1999: Der Herr des Dschungels
- 1999: Der König der Tiere: Das große Abenteuer (Kurzfilm)
- 1999: Käpt’n Blaubär – Der Film
- 1999: The Periwig Maker
- 1999: Werner – Volles Rooäää!!!

### 2000–2009
- 2000: Abenteuer im Land der Dinosaurier
- 2000: Im Tal der Osterhasen (Kurzfilm)
- 2000: Noch mehr Dalmatiner
- 2000: Winkie der kleine Bär
- 2001: Atlantis: Der verlorene Kontinent
- 2001: Der kleine Eisbär
- 2001: Die Abrafaxe – Unter schwarzer Flagge
- 2001: Kommando Störtebeker
- 2002: Der kleine Eisbär – Lars und der kleine Tiger
- 2002: Hessi James
- 2002: Der kleine Eisbär – Der Traum vom Fliegen
- 2003: Der kleine Eisbär – Nanouks Rettung
- 2003: Werner – Gekotzt wird später!
- 2004: Benni und seine Freunde (Kurzfilm)
- 2004: Derrick – Die Pflicht ruft!
- 2004: Lauras Stern
- 2004: Back to Gaya
- 2004: Der kleine Eisbär – Besuch vom Südpol
- 2004: Nussknacker und Mausekönig
- 2005: Der kleine Eisbär 2 – Die geheimnisvolle Insel
- 2005: Die kleine Hexe Arischa (Kurzfilm)
- 2005: Felix – Ein Hase auf Weltreise
- 2006: Das hässliche Entlein und Ich
- 2006: Felix 2 – Der Hase und die verflixte Zeitmaschine
- 2006: Das kleine Arschloch und der alte Sack – Sterben ist Scheiße
- 2006: Dieter – Der Film
- 2006: Lauras Weihnachtsstern
- 2006: Oh, wie schön ist Panama
- 2006: Urmel aus dem Eis
- 2007: Das doppelte Lottchen
- 2007: Die drei Räuber
- 2007: Lissi und der wilde Kaiser
- 2008: Urmel voll in Fahrt
- 2008: Kleiner Dodo
- 2008: Der Mondbär – Das große Kinoabenteuer
- 2008: Niko – Ein Rentier hebt ab
- 2009: Prinzessin Lillifee
- 2009: Jasper und das Limonadenkomplott
- 2009: Lauras Stern und der geheimnisvolle Drache Nian
- 2009: Mullewapp – Das große Kinoabenteuer der Freunde

### 2010–2019
- 2010: Das Sandmännchen – Abenteuer im Traumland
- 2010: Konferenz der Tiere
- 2011: Prinzessin Lillifee und das kleine Einhorn
- 2011: Lauras Stern und die Traummonster
- 2011: Kleiner starker Panda
- 2011: Thor – Ein hammermäßiges Abenteuer
- 2012: Der kleine Rabe Socke
- 2012: Der Mondmann
- 2012: Janosch: Komm, wir finden einen Schatz
- 2012: Niko 2 – Kleines Rentier, großer Held
- 2013: Ritter Rost – Eisenhart und voll verbeult
- 2013: Tarzan 3D
- 2013: Keinohrhase und Zweiohrküken
- 2013: Quiqueck & Hämat – Proll Out
- 2014: Der kleine Drache Kokosnuss
- 2014: Der 7bte Zwerg
- 2014: Die Biene Maja – Der Kinofilm
- 2014: Der kleine Medicus – Bodynauten auf geheimer Mission im Körper
- 2015: Ritter Trenk
- 2015: Der kleine Rabe Socke 2 – Das große Rennen
- 2015: Ooops! Die Arche ist weg…
- 2016: Mullewapp – Eine schöne Schweinerei
- 2017: 1917 – Der wahre Oktober (animierter Dokumentarfilm)
- 2017: Der kleine Vampir
- 2017: Die Häschenschule – Jagd nach dem Goldenen Ei
- 2017: Happy Family
- 2017: Ritter Rost 2 – Das Schrottkomplott
- 2017: Überflieger – Kleine Vögel, großes Geklapper
- 2018: Der kleine Drache Kokosnuss – Auf in den Dschungel!
- 2018: Die Biene Maja – Die Honigspiele
- 2018: Käpt’n Sharky
- 2018: Luis und die Aliens
- 2018: Tabaluga – Der Film
- 2019: Bayala – Das magische Elfenabenteuer
- 2019: Der kleine Rabe Socke – Suche nach dem verlorenen Schatz
- 2019: Die Heinzels – Rückkehr der Heinzelmännchen
- 2019: Die sagenhaften Vier
- 2019: Fritzi – Eine Wendewundergeschichte
- 2019: Latte Igel und der magische Wasserstein
- 2019: Manou – flieg’ flink!
- 2019: Wickie und die starken Männer – Das magische Schwert

### Seit 2020
- 2020: Drachenreiter
- 2020: Meine Freundin Conni – Geheimnis um Kater Mau
- 2020: Ooops! 2 – Land in Sicht
- 2021: Die Biene Maja – Das geheime Königreich
- 2021: Die Olchis – Willkommen in Schmuddelfing
- 2021: Happy Family 2
- 2021: Karlchen – Das große Geburtstagsabenteuer
- 2021: Peterchens Mondfahrt
- 2021: Rotzbub
- 2021: Shorty und das Geheimnis des Zauberriffs
- 2022: Aurora – Star wider Willen (animierter Dokumentarfilm)
- 2022: Die Häschenschule – Der große Eierklau
- 2022: Maurice der Kater
- 2022: Meine Chaosfee & Ich
- 2023: Die Sirene
- 2023: Johnny & Me - eine Zeitreise mit John Heartfield (animierter Dokumentarfilm)
- 2023: Loriots große Trickfilmrevue
- 2023: Überflieger – Das Geheimnis des großen Juwels
- 2024: 200% Wolf
- 2024: Das Geheimnis von La Mancha
- 2024: Die Heinzels - Neue Mützen, Neue Mission
- 2024: Elli - Ungeheuer Geheim
- 2024: Meine verrückte Familie
- 2024: Niko - Reise zu den Polarlichtern
- 2024: Schirkoa: In Lies We Trust
- 2025: Grand Prix of Europe

## Deutsche Produktionsfirmen, Festivals und Institute
- Caligari Film (seit 1986)
- DIAF - Deutsches Institut für Animationsfilm (seit 1993)
- Dingo Pictures (1992–2005)
- Hahn Film (seit 1980)
- Illustraetit (seit 1987)
- Internationales Trickfilm-Festival Stuttgart (seit 1982)
- Soulcage Department (seit 2002)
- Trickompany Filmproduktion (1985–2010)
- Ulysses Filmproduktion (seit 2004)
- Wunderwerk (seit 2009)
- Zeichenfilm GmbH (1941–1944)
- Katrin Rothe Filmproduktion (seit 2012)